# 终端激波

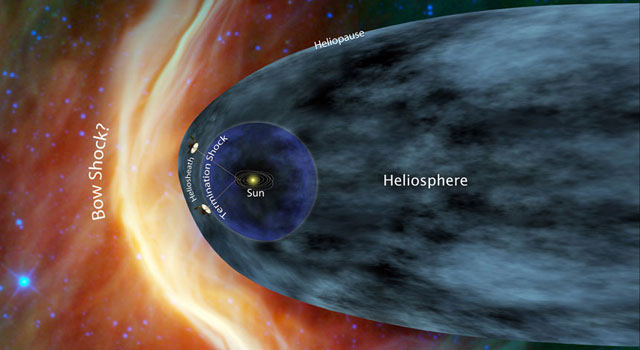
旅行者1号和2号在2013年的位置，兩者皆已经基本穿越了太阳的终端激波，正在穿越日鞘

终端激波（termination shock）是太阳风由于接触到星际介质而开始减速的区域，是受太陽影響的空間中最外圍的邊界。在终端激波处，太陽風內的粒子與星際介質發生交互作用，速度由每小时70-150万英里的速度迅速降低到亞音速以下，发生壓縮，温度升高，磁場也发生了變化。终端激波的位置距离太阳约75-90天文单位，并随着耀斑等太阳活动的不同而改变。
激波的出現是因為太陽風中的顆粒速度由400公里/秒降低至大約100公里/秒（聲音在星際介質中的速度,聲音在星際介質中確切的速度取決於密度，密度波動很大）以下造成的。星際介質的密度雖然很低，仍會對太陽風產生一個固定的壓力，而來自太陽風的壓力會以與太陽距離平方的倒數逐漸減弱。當太陽風遠離太陽到足夠遠的距離後，星際介質的壓力變得足夠讓太陽風的速度降至音速之下，這就形成了震波。
在地球上也能觀察到其他形式的終端震波，或許最容易看見的就是經由水閥落入水槽中的水流。擊中水槽底部的水，是水流中速度最高的，並且高於已經存在水槽中的波速，在表面形成淺碟狀、迅速散開的水流（類似於稀薄的超音速太陽風）。環繞在淺碟的周圍，是由水形成的震波前緣或水牆，在震波前緣之外，水的移動速度比當地的波速還慢（類似於音速的星際介質）。
在背離太陽的方向上，終端震波跟隨在日球層頂之後，這是太陽風的粒子被星際介質擋住的地方，然後弓形震波通過之後，來自星際介質的粒子就不會再被激發了。
有证据显示，航海家一號探测器于2004年12月份飞抵距太阳94天文单位处，探测器上的仪器读数发生了变化，表明它已经穿越了太阳的终端激波。而结合旅行者2号的数据表明，终端激波的形状可能是不规则的，在太阳的北半球稍微凸起，而在南半球稍微凹陷一些。在星际边界探测器（IBEX）的任務中，將試著收集更多有關於太陽系的終端震波資料。

## 外部連結
- 終端震波的技術評論
- 包括終端震波的太陽圈論文 （页面存档备份，存于）
- 太陽圈的終端震波結構